# 콘툴모
콘툴모(스페인어: Contulmo)는 칠레 비오비오주 아라우코 현의 코무나이다.